# Joseph Trumbull
Joseph Trumbull, född 7 december 1782, död 4 augusti 1861, var en amerikansk jurist, bankman och politiker från Connecticut. Han representerade Connecticut i USA:s representanthus och var guvernör i sin hemstat.

## Tidigt liv
Joseph Trumbull föddes i Lebanon, Connecticut, som son till David Trumbull. Han var sonson till Jonathan Trumbull, som var guvernör i Connecticut 1769-1784, såväl när det var brittisk koloni som under amerikanska revolutionen och under första tiden som delstat i USA. Han var också brorson till Jonathan Trumbull, Jr., som var talman i USA:s representanthus 1791-1793 och guvernör i Connecticut 1797-1809.
Joseph Trumbull tog examen från Yale 1801, och studerade sedan juridik. Han blev ledamot av advokatsamfundet 1803 och började praktisera i Connecticuts huvudstad Hartford. Han blev verkställande direktör för Hartford Bankin 1828 och senare för Providence, Hartford & Fishkill Railroad Co.

## Politisk karriär
Trumbull inledde sin politiska karriär när han valdes till Connecticuts representanthus 1832. Han sändes till USA:s kongress i december 1834, för att fylla vakansen efter  William W. Ellsworth, som hade avgått. Han valdes 1838 för Whigpartiet till två mandatperioder i USA:s representanthus och tjänstgjorde från den 4 mars 1839 till den 3 mars 1843.
Trumbull var guvernör i Connecticut i en mandatperiod, från den 2 maj 1849 till den 4 maj 1850. Han var en aktiv förkämpe för utbildning och Yale gjorde honom till hedersdoktor i juridik 1849.
Han avled i Hartford den 4 augusti 1861 och begravdes i familjegraven på East Cemetery i Lebanon, Connecticut.